# Ichneumon unicolor
Ichneumon unicolor är en stekelart som beskrevs av Gmelin 1790. Ichneumon unicolor ingår i släktet Ichneumon och familjen brokparasitsteklar. Inga underarter finns listade i Catalogue of Life.